# 熊艾
熊艾（？—？），周朝楚國的君主，芈姓，熊氏，熊繹之子。熊艾生熊䵣。
《清华简.楚居》上名为熊只，复旦大学出土文献与古文字研究中心研究生读书会认为熊繹之子是熊只，而熊艾是熊渠之子熊毋康。
周昭王率兵攻擊楚國，卻在漢水之中溺死，死因不詳，傳說為所坐軍艦為膠船，在水中膠解而溺死。五百多年後，齊桓公以「周昭王被楚人害死」為理由，攻擊楚國。
《史記集解》服虔曰：「周昭王南巡狩，涉漢未濟，船解而溺昭王，王室諱之，不以赴，諸侯不知其故，故桓公以為辭責問楚也。」　《索隱》宋衷云：「昭王南伐楚，辛由靡為右，涉漢中流而隕，由靡逐王，遂卒不復，周乃侯其後于西翟。」（齊太公世家第二）這件事可能發生在熊艾至熊楊在位期間。